# Aleuroputeus
Aleuroputeus es un género de hemíptero de la familia Aleyrodidae, con una subfamilia: Aleyrodinae.

## Especies
Las especies de este género son:
- Aleuroputeus baccaureae Corbett, 1935
- Aleuroputeus perseae Corbett, 1935